# چسواو فوکا
چسواو فوکا (لهستانی: Czesława Kwoka; ۱۵ اوت ۱۹۲۸ – ۱۲ مارس ۱۹۴۳) یک دختر لهستانی از کلیسای کاتولیک بود که در سن ۱۴ سالگی در اردوگاه آشویتس به قتل رسید. او یکی از هزاران کودک قربانی جنایات آلمان نازی در جنگ جهانی دوم علیه لهستانی‌ها در لهستان تحت اشغال بود. وی از جمله زندانیانی است که خاطره‌اش در یادبود قربانیان آشویتس زنده است و در موزه ایالتی آشویتس-بیرکناو واقع در «بلوک شماره ۶» این موزه که زندگی زندانیان را به تصویر کشیده به یادگار مانده‌است.
عکس‌های فوکا و سایرین توسط ویلهلم براسه عکاس مشهور آشویتس که خود یکی از زندانیان بود بین ۱۹۴۰ تا ۱۹۴۵ گرفته شده‌است. عکس‌ها اکنون در بخش یادبود موزه قرار دارند. براسه در خصوص تعدادی از این عکس‌ها در تله فیلم که یک فیلم مستند از وی است توضیح داده‌است. عکس‌های این موزه سوژه مصاحبه‌ها و برخی مقالات و کتاب‌ها قرار گرفته‌اند.

## نگاره خاطرات براسه از عکس‌های کوفا

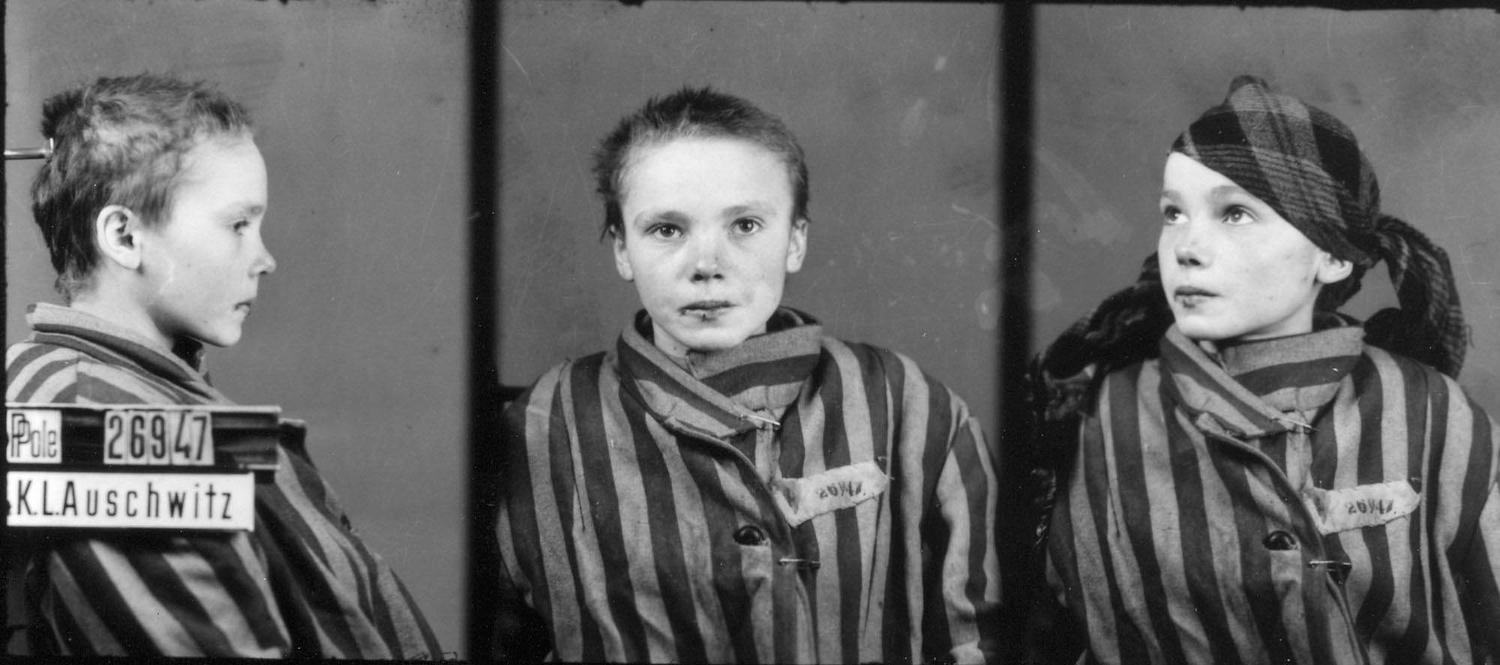
چسواو کوفا در سال ۱۹۴۲ یا ۱۹۴۳. (اعتبار عکس: آشتویتس -موزه ایالتی بیرکناو - ویلهلم براسه)